# Международный аэропорт Чингисхан
Международный аэропорт «Чингисхан» (монг. Чингис хаан олон улсын нисэх буудал; англ. Chinggis Khaan International Airport) — международный аэропорт вблизи Улан-Батора, столицы Монголии, построенный в 52 км от неё в сомоне Сэргэлэн, аймаке Туве.
Согласно постановлению Правительства Монголии № 455 от 18 декабря 2019 года столичный международный аэропорт Чингисхан с 1 июля 2020 официально переименован в аэропорт «Буянт-Ухаа», а международным аэропортом имени Чингисхана будет называться новый аэропорт, в процессе проектирования и строительства имевший проектное название NUBIA — New Ulaan-Baatar International Airport.
Предполагаемая пропускная способность нового аэропорта составит 1,5 млн пассажиров в год, с возможностью её увеличения до 3 млн.
Аэропорт был официально открыт 4 июля 2021 года.

## Проект

### Первоначальный вариант
Предварительно информационное агентство Монцамэ сообщило:
В долине Хошиг монгольского аймака Тув ("Центральный") будет построен международный аэропорт. Проект будет реализован на средства льготных кредитов, предоставляемых правительством Японии, отмечается в сообщении. В рамках проекта в Монголии уже работала исследовательская группа из банка международного сотрудничества Японии. Отчёт о проделанной работе она представила на рассмотрение соответствующим органам страны.
По сравнению с международным аэропортом Чингисхан пропускная способность нового будет увеличена в четыре раза, кроме того, он будет иметь 7 терминалов и принимать 1,7 миллиона пассажиров в год.

Аэропорт планируют ввести в эксплуатацию в 2015 году
Далее проект был несколько видоизменён.

### Окончательный вариант
Аэропорт сможет принимать до трёх миллионов пассажиров в год, и имеет возможность и земельное пространство для будущего расширения и увеличения пропускной способности до двенадцати миллионов пассажиров в год. Для сравнения, нынешний аэропорт Улан-Батора «Чингисхан», самый большой аэропорт в Монголии, обслуживает около 0,9 миллиона пассажиров в год.

## Стоимость проекта
По технико-экономическому обоснованию, стоимость проекта составила 29,9 млрд йен. В 2008 году Монголия подписала соглашение с Японским банком международного сотрудничества о предоставлении льготного кредита в размере 28,8 млрд йен для сооружения нового аэропорта. Сумму в размере 4,4 млрд йен выделит правительство Монголии.
В августе 2017 года должностные лица министерства дорожно-транспортного развития Монголии пришли к выводу, что для ввода в строй аэропорта, проведения тестирования и закупки необходимой техники и оборудования потребуется $35 млн. В связи с этим Кабинет министров поручил соответствующим должностным лицам изучить возможности отражения в госбюджете страны на 2018 год средства, которые должна выделить монгольская сторона.

## Строительство и развитие
Расширенный обзор цен и переговоров о заключении контрактов был завершён 10 мая 2013 года, когда был подписан основной контракт на строительство между Mitsubishi Corporation, Chiyoda Corporation и Управлением гражданской авиации Монголии. На основании «Договора о концессии» управление новым международным аэропортом будет реализовываться совместно с Японией, при этом 51 % прибыли получит японская сторона, а 49 % — монгольская.
Между тем церемония начала строительства состоялась 22 апреля 2012 года. Также началось строительство линии электропередачи от улан-баторского района Налайх.
В мае 2016 года состоялась церемония запуска строительства скоростной автодороги до будущего международного аэропорта, торжественно открытой 3 года спустя.
Также предполагается неподалёку от нового аэропорта построить город-спутник Улан-Батора с 30-тысячным населением.
Строительство было начато в апреле-мае 2013 года, и предполагалось, что оно будет закончено в конце декабря 2016 года. Техническая комиссия, работавшая в новом аэропорту 21−28 декабря 2016 года, заявила, что примерный срок ввода в эксплуатацию нового аэропорта — в течение первого квартала 2017 года. Открытие его в намеченные сроки не состоялось, и позже по тем или иным причинам срок открытия несколько раз переносился. В мае 2020 года он был передвинут на 1 июля 2020 года. 20 июля 2020 года, в связи с пандемией коронавирусной инфекции, Управлением гражданской авиации Монголии открытие было перенесено на 1 октября 2020 года. 1 октября 2020 года был выпущен НОТАМ, согласно которому, по тем же причинам открытие перенесено на неопределённый срок.
Аэропорт был официально открыт 4 июля 2021 года.